# Maria del Pilar Rincón
Pour les articles homonymes, voir Rincón.
Maria del Pilar Rincón est une artiste peintre et sculpteur de la ville de Durango au Mexique. Née le 23 avril 1957 à Santa María del Oro au nord de l'État de Durango. Elle est l'épouse de Saúl Sepúlveda Herrera depuis le 9 juillet 1977.
Sa peinture marie à la fois le désir de libération de la femme, la tradition religieuse catholique et l'expression de la souffrance inhérente à la vie. Elle est diplômée de l'école de Peinture, Sculpture et Artisanat de l'Université Juarez de l'État de Durango (UJED).
Depuis 2007, elle s'investit dans la politique municipale avec le parti du  PRI, notamment lors de la campagne des municipales de la ville de Durango avec Jorge Herrera Caldera pour succéder au maire Jorge Herrera Delgado (maire de la ville de 2004 à 2007). Après la victoire de celui-ci aux élections, elle fut nommée Responsable de la promotion du tourisme et des relations extérieurs de la ville de Durango.